# InterRed
InterRed ist ein kommerzielles Content-Management-System des Herstellers InterRed GmbH in Siegen. Es ist sowohl Print-Redaktionssystem als auch Web- und Enterprise-Content-Management-System und Cross Media Publishing Lösung.

## Geschichte
InterRed kann für die crossmediale Publikation von Inhalten in verschiedene Medien (Multi Channel Publishing) genutzt werden. Auf technischer Ebene werden Inhalte, Layout und Struktur getrennt in einem zentralen, datenbankbasierten System abgelegt. Die Version 1.0 kam 1997 auf den Markt. Neue Versionen erscheinen in der Regel im Jahresrhythmus.
Neben der Produktweiterentwicklung betreibt die InterRed GmbH Grundlagenforschung in den Bereichen Datenmanagement, Wissensmanagement (insbesondere Knowledge Retrieval auf KI-Basis) und Webanalyse in Zusammenarbeit mit der Universität Siegen.

### Versionshistorie
- InterRed 1.0 (1997): Markteinführung InterRed CMS
- InterRed 2.0 (1999): Messaging-System, Workflow-Management, One-Click-Edit
- InterRed 3.0 (2000): Mehrsprachigkeit, Zugriffsschutz, Intranet-Funktionen
- InterRed 3.5 (2001): InterRed ContentAgents (Wissensmanagement), InterRed RhoLive (Web Analytics)
- InterRed 4.0 (2002): Erweiterung Mediendatenbank, Tabellenassistent, Content Deliver Technologie
- InterRed 5.0 (2003): Marken-gestützte Versionierung, Einbindung QuarkXPress
- InterRed 6.0 (2004): BPM, Überarbeitete GUI, Integration Office-Applikationen, Einbindung Adobe InDesign
- InterRed 7.0 (2005): Blattplanung, Variantenmanagement, Community-Funktionen, Optimistische Versionierung
- InterRed 8.0 (2006): Bildbearbeitung, Rich Text Editor (RTE), Zwischenablage
- InterRed 9.0 (2007): Online-CRM, Web 2.0 Funktionen (UGC, UGF)
- InterRed 10 (2008): AJAX-basierte GUI, Multimediaunterstützung
- InterRed 11 (2009): Erweiterung Mediendatenbank und SEO, Optimierung Wissensmanagement, Kombinierung Web CMS und Web Analytics
- InterRed 12 (2010): InterRed SEOport zur Suchmaschinenoptimierung, Landing Page Erstellung, Multivariantentest, Erweiterung InterRed ContentAgents
- InterRed 13 (2012): Optimierung TabellenDesigner, Erweiterungen GUI / Mediendatenbank / ContentAgents, InstantPublish, Optimierte Integration von externen Inhalten
- InterRed 14 (2013): u. a. neue Blattplanung, MediaSync, InterRed-Bedienung auf dem iPad, neue Mediendatenbank / Bilddatenbank
- InterRed 15 (2014): u. a. Medienübergreifende Themenplanung, LiveLayout, LiveCopy, „StoryTelling“-Webtools, allgemeine GUI-Optimierungen
- InterRed 16 (2015): u. a. Erweiterungen InterRed MediaSync, Erweiterte Aufgabenverwaltung, Erweiterungen LiveLayout und LiveCopy, Erweiterungen der Blattplanung und Blattproduktion, Bildschwerpunkt
- InterRed 17 (2017): u. a. neues Archiv-Modul, neue Themenplanung, optimiertes Digital Asset Management, Verbesserungen LiveLayout, News-orientierte App-Lösung
- InterRed 18 (2019): u. a. neue Benutzeroberfläche (Responsive GUI), ContentCollector (App), Dudenkorrektur-Integration, Automatische Erstellung von Dossier-Seiten
- InterRed 20 (2020): u. a. neue Benutzeroberfläche (Responsive GUI), neuer Storytelling Editor, LiveZoom II
- InterRed 21 (2021): u. a. neue Icons, neuer Editor, Weiterentwicklungen bei Print, Online, E-Paper und AppPublishing
- InterRed 22 (2022): u. a. umfangreiche Erweiterungen für das integrierte Business Process Management (BPM), neuer Teasermanager, SmartLayout: SmartTemplates, neue Editor-Funktionen
- InterRed 23 (2023): u. a. Release InterRed FlowEditor, diverse GUI-Optimierungen und neue, responsive Oberflächen, Headless-API, SmartLayout: SmartAreas, diverse neue KI-Funktionen (InterRed ContentAgents)
- InterRed 24 (2024): u. a. Release InterRed TeaserAnalytics, diverse Funktionserweiterungen und Optimierungen im Bereich Digital Asset Management (DAM), neue (z. B. SEOPort) und überarbeitete (z. B. Newsletter) Module, neue KI-Funktionen (ReWriteAgent, BulletPointAgent, ConclusionAgent, TwitterTextAgent, TitleAgent), viele Neuerungen für InterRed AppPublishing.
- InterRed 25 (2025): u. a. Release InterRed SmartPaper (KI-basierte Print Automatisierung), SmartCollections, TranscriptAgent, TOPAgent, viele Funktionserweiterungen und Optimierungen in den Bereichen Digital Asset Management (DAM), Digital-Editor, Printproduktion, AppPublishing.

## Funktionen
Das InterRed-System ermöglicht als Content Hub Lösung eine medienneutrale Datenhaltung. Diese dient als Basis für die redaktionelle und gestalterische Produktion von Print- und digitalen Medien aus einem System heraus.
Die Arbeit mit dem InterRed-System erfolgt browserbasiert. Neben dieser Bedienschnittstelle gibt es zusätzlich die Möglichkeit Inhalte über integrierte Plugins zu DTP-Software wie Adobe InDesign, oder eine Textverarbeitung (z. B. Microsoft Word) zu pflegen. Hierbei handelt es sich um einen bidirektionalen Datenaustausch, welcher im InterRed-System angestoßen wird.
Die Verwendung von Adobe InDesign ermöglicht außerdem die gestalterische Bearbeitung von Print-Erzeugnissen. Durch die Bidirektionalität kann dadurch das Erscheinungsbild im DTP-Programm bearbeitet und zentral in InterRed verwaltet werden.
Weitere Funktionen von InterRed sind:
- Business Process Management
- Rechteverwaltung
- Workflow-Management
- integriertes Digital-Asset-Management
- Bildbearbeitung, Videoschnitt
- Teasermanagement
- Anzeigenintegration
- Themenplanung, Kampagnenplanung
- DTP im Browser
- Blattplanung und Blattproduktion.

### Technische Grundlagen
InterRed verwendet als Grundlage einen Linux-Server. Das InterRed-System baut auf einer vierschichtigen Publishing/Staging-Architektur (vertikale Skalierung), bestehend aus den Schichten Database, Application, Publishing und Distribution, auf. Einzelne Komponenten der mehrschichtigen Architektur können durch dedizierte oder virtuelle Server horizontal skaliert werden.
InterRed benutzt zur Datenablage eine MySQL-Datenbank. Bestehende Datenbanken können angebunden werden. Eine Replikationslogik erkennt Änderungen in externen Quellen und verarbeitet diese. XML-Schnittstelle, XML-Replikator, SOAP-Schnittstelle und JDBC-/ODBC-Schnittstelle ermöglichen einen synchronen und asynchronen Datenaustausch.
Crossmedialer Einsatz wird durch die Nutzung von InterRed TXML, einem typographischen Austauschformat, ermöglicht. Inhalte werden in diesem Format im InterRed-System gespeichert, und in verschiedenen Applikationen (Microsoft Word, Adobe InDesign etc.) und Formaten (Website, PDF, RSS etc.) zur Verfügung gestellt. Die Umwandlung der Daten wird durch die InterRed TXML-Engine ausgeführt.

### Einsatzbereiche
Das InterRed Redaktionssystem dient dazu, Print-Erzeugnisse (z. B. Zeitschriften, Zeitungen, Kataloge, Geschäftsberichte) und digitale Medien (z. B. Web, Social Media, Apps für Smartphones und Tablet) mit demselben System zu erstellen. Das unterscheidet InterRed von vielen anderen Content-Management-Systemen. Zu den Einsatzbereichen InterReds zählen:
- Online Publishing
- traditionelles Print-Publishing
- Cross Media Publishing/Single Source Publishing
- Multi Channel Publishing
- Social Media Tool
- Corporate Publishing
- Katalogmanagement
- Enterprise-Content-Management
- App-Publishing
- Elektronische Publikationen
- KI-basiertes Publishing
- Print-Automatisierung durch Künstliche Intelligenz

Das InterRed-System lässt sich durch zusätzliche Software des Herstellers im Bereich Wissensmanagement und Web Analytics erweitern.
InterRed wird bei hunderten Kunden – vorwiegend in Deutschland – eingesetzt. Es gibt eine englischsprachige Oberfläche.

#### Referenzen
InterRed ist beispielsweise bei folgenden Kunden im Einsatz:
- Axel Springer SE (u. a. Bild, B.Z.)[2][3]
- CHIP Digital GmbH (u. a. deutsche Website chip.de und mehrsprachige Websites download.chip.eu sowie download.chip.asia)[4]
- COMPUTER BILD Digital GmbH (Website computerbild.de)
- heise online (Portal von 18 Objekten heise.de)[5]
- Motor Presse Stuttgart GmbH & Co. KG (u. a. Website auto-motor-und-sport.de)[6]
- IDG Magazine Media GmbH (u. a. Website pc-welt.de)
- Bauwelt (Zeitschrift, Website und App)[7]
- taz.die tageszeitung[8]
- Südwest Presse[9]
- Die Zeit[10]
- Apotheken Umschau[11][12]
- Deutsche Cyber-Sicherheitsorganisation (DCSO)[13]
- Bühler Group[14]

## Lizenzierung
InterRed ist kostenpflichtig und wird anhand der Benutzeranzahl lizenziert.

## Auszeichnungen
- Enterprise Content Management Award 2008 in der Kategorie Medien für die Online-Umsetzung der Computerzeitschrift Chip
- Benchpark-Siegel Kundenzufriedenheit "exzellent"
- Testsieger Content Management Empfehlung der Redaktion Internet Professionell Mai 2005[15]
- Adobe Innovation Award 2012[16]
- Bestes Redaktionssystem 2019[17]
- Bestes Redaktionssystem 2020[18]
- European Publishing Award 2021[19]

### Artikel
- Europakatalog in 14 Sprachen. In: IT Mittelstand. Ausgabe 9, 2005.
- Deutsche Handwerkszeitung Cross Media mit InterRed. In: Newspaper Technology. Ausgabe 1, 2007.
- CMS mit Web 2.0 Integration. In: kressreport Nr. 3/2007 vom 9. Februar 2007.
- Effiziente Redaktionssysteme. In: prepress World of Print. Ausgabe Oktober, 2007.
- Bauverlag & BundesBauBlatt: mit neuem Redaktionssystem. In: Newspaper Technology. Ausgabe 3, 2008.
- BundesBauBlatt: Integrierte crossmediale Produktion mit InterRed-Redaktionssystem. In: print&more, Ausgabe 3, 2008
- Auto motor und sport.de: Nach Relaunch Reichweitenrekord. In: Newspaper Technology. Ausgabe 3, 2009. ISSN 1052-5572
- Mammutaufgabe: Heise mit neuem Content Management. In: PRINT & more. Ausgabe 4, 2009.
- BILD: Neues Redaktionssystem für 20 Standorte und 27 Ausgaben. In: Newspaper Technology. Ausgabe 2, 2012.
- Workflows im Publishing: Eines für alle In: cpwissen FACTS. Ausgabe 1, 2013.
- Multi Channel Publishing jetzt auch bei der BZ. In: Newspaper Technology. Ausgabe 1, 2014.
- Neues Redaktionssystem für Motor Presse Stuttgart. In: Newspaper Technology. Ausgabe 2, 2014.
- Redaktionssysteme. In: PrePress – World of Print, 10/2014, ISSN 1868-9779
- Print, Online, App: Bauwelt setzt auf Multi Channel Publishing mit InterRed. In: PRINT & more. Ausgabe 2, 2015.
- Neue Mediengesellschaft Ulm mbH setzt auf InterRed. In: PreMedia Newsletter. Ausgabe 7, 2015.

### Studien
- Kulenovic, D., Schürmann, D., Zipper, B.: Web-to-Print 09/10 – Anbieter, Dienstleister + Lösungen. Markt- und Produktstudie Deutschland/Europa, 2009.
- Saturna, S., Krüger, S.: Marktstudie zu crossmedialen Redaktionssystemen. Herausgegeben von: Hagenhoff, S., Heinold, E.F, Hamburg, 2009.
- Olavarria, M., Löbbe, J.: Publishingsysteme für Corporate Communications. Herausgegeben von: Kirchner + Robrecht GmbH Frankfurt am Main / Frankfurt, 2012. Online unter: http://www.forum-corporate-publishing.de/index.php/de/news/item/download/33_ad97be4ab7bee684592ca15af5a53057
- Koetter, E.: Studie Redaktionssysteme 2012 – Fit für den Fortschritt: Moderne Redaktionssysteme für multimediales Publishing. Mötzingen, 2012.
- Olavarria, M.: Redaktionssysteme für Tageszeitungen. Herausgegeben von: Kirchner + Robrecht GmbH, Alzenau, 2015. Online unter: https://www.kirchner-robrecht.de/index.php?id=download_whitepaper